# Centropyge multispinis
Centropyge multispinis е вид бодлоперка от семейство Pomacanthidae. Видът не е застрашен от изчезване.

## Разпространение и местообитание
Разпространен е в Британска индоокеанска територия, Джибути, Египет, Еритрея, Йемен, Израел, Индия, Йордания, Кения, Коморски острови, Мавриций, Мадагаскар, Майот, Малайзия, Малдиви, Мианмар, Мозамбик, Оман, Реюнион, Саудитска Арабия, Сейшели, Сомалия, Судан, Тайланд, Танзания и Шри Ланка.
Обитава крайбрежията на океани, морета, лагуни и рифове в райони с тропически климат. Среща се на дълбочина от 1 до 30 m, при температура на водата от 25,1 до 28,9 °C и соленост 32,2 – 35,2 ‰.

## Описание
На дължина достигат до 14 cm.
Популацията на вида е стабилна.